# Gonzalo Hermida
Gonzalo Hermida Quero (Cadice, 26 giugno 1995) è un cantautore spagnolo.

## Biografia
Gonzalo Hermida si è trasferito a Madrid nel 2015 per lavorare professionalmente come cantautore. Prima del suo debutto come solista ha scritto canzoni incise da Malú, India Martínez e Antonio José.
Dopo aver firmato con la Sony Music Entertainment Spain, nel 2018 ha pubblicato il suo album di debutto Natural, che ha raggiunto la 73ª posizione della classifica spagnola. Nel 2021 è uscito il suo secondo album Ignífugo, che l'ha visto intraprendere la sua prima tournée nazionale.
Nel dicembre 2021 è stato confermato fra i quattordici partecipanti al Benidorm Fest 2022, evento che ha selezionato il rappresentante della Spagna all'Eurovision Song Contest, dove ha presentato l'inedito Quién lo diría. Dopo essersi qualificato dalla semifinale, si è piazzato all'ultimo posto su 8 partecipanti nella finale del festival.

## Discografia

### Album in studio
- 2018 – Natural
- 2021 – Ignífugo

### Singoli
- 2019 – Ni una más
- 2019 – Guajira (con Andrés Dvicio e Kiddo)
- 2020 – Esmeralda
- 2020 – Inocente (con Funambulista)
- 2020 – La habitación de al lado
- 2021 – Inmunes
- 2021 – 13500 pulsaciones (con Julia Medina)
- 2021 – Cuatro paredes (con le Escarlata)
- 2021 – Quién lo diría